# Бабурин, Вячеслав Леонидович
Вячеслав Леонидович Бабурин (род. 31 мая 1951) — российский экономико-географ, регионалист, теоретик в области географии инновационных процессов. Один из основоположников нового научного направления в экономической и социальной географии — цикличности функционирования и развития территориальных систем.Специалист и руководитель научно-исследовательских и консалтинговых проектов в сфере экономической, политической географии, территориального управления и регионального анализа. Автор и соавтор многих учебников, атласов для вузов и средней школы в области экономической географии России и стран ближнего зарубежья. Заведующий кафедрой экономической и социальной географии России географического факультета МГУ имени М. В. Ломоносова в период с 2012 по 2018 годы. Доктор географических наук, профессор.

## Образование
В 1968 г. поступил на экономический факультет МГУ имени М. В. Ломоносова, но из-за идеологических противоречий покинул факультет. В 1969—1970 гг. проходил службу в рядах Советской Армии в Ракетных войсках стратегического назначения (РВСН).
- Окончил кафедру экономической географии СССР Географического факультета Московского государственного университета имени М. В. Ломоносова в 1976 году. (Специальность — «Экономическая география»). Научный руководитель — С. Е. Ханин, специалист в области математических методов в экономической географии.
- Кандидат географических наук (МГУ, географический факультет, кафедра экономической и социальной географии России) (1985 г.). Тема диссертации «Территориальная организация и управление промышленностью в условиях научно-технической революции (на примере Московского региона)». Диссертация посвящена вопросам размещения оборонно-промышленного комплекса в Московском регионе (имеет гриф «Для служебного пользования»). Научный руководитель — профессор А.Т. Хрущев.
- Доктор географических наук (МГУ, географический факультет, кафедра экономической и социальной географии России) (2002). Тема диссертации: «География развития инновационных процессов в пределах российского пространства».

## Профессиональная деятельность
С 1996 по 2002 гг. доцент кафедры экономической и социальной географии России географического факультета МГУ имени М. В. Ломоносова.
С 2002 г. профессор кафедры экономической и социальной географии России географического факультета МГУ имени М. В. Ломоносова. С 1 июня 2012 по 31 декабря 2018 г. — заведующий кафедрой экономической и социальной географии России.
Лауреат премии ученого совета Географического факультета МГУ.
Бывший помощник депутата Государственной Думы Российской Федерации.
Действительный член Русского географического общества отделения экономической и политической географии. Член экспертного совета Ассоциация российских географов-обществоведов. Эксперт ОЭСР.
Член Общественного совета при Министерстве регионального развития РФ.
Участвовал в подготовке Федеральных целевых программ:
- «Решение социальных, экономических и экологических проблем, связанных с подъёмом уровня Каспийского моря»
- «Комплексное развитие территории Российской Федерации, прилегающей к Каспийскому морю» (1994—1998 гг.)
- «Кемеровская область: региональная диагностика для оценки инвестиционной привлекательности» (1998).

Руководитель экспертной группы по подготовке стратегии социально-экономического развития Дальнего Востока до 2025 г.
Исполнитель проекта в рамках программы «Исследование влияния Олимпийских игр» (OLYMPIC GAMES IMPACT — OGI). Участвовал в подготовке отчета по влиянию Чемпионата мира 2018 года на формирование креативных индустрий в городах проведения турнира.
На протяжении 30 лет активно занимается региональным анализом и стратегическим региональным планированием. Работал в 87 субъектах Российской Федерации и всех республиках бывшего СССР.

## Преподавательская деятельность
Преподавание вел в Москве, Уфе, Хабаровске, Севастополе и других городах. Сегодня является преподавателем в Московском университете на географическом факультете, а также в его в Севастопольском отделении, и на факультете государственного управления (курс «Экономическая и политическая география»). В Московском университете читает курсы лекций:
- «Экономическая и социальная география России и стран СНГ»
- «Экономическая и политическая география»
- «География инвестиционного комплекса»
- «Экономико-географическое районирование»
- «Экономико-географическая экспертиза»
- «Географические основы устойчивого развития»
- «География управления»
- «География инновационных процессов» (совместно с Земцовым С. П.)

На протяжении последних 20 лет постоянный руководитель учебных студенческих практик и экспедиций Научно-студенческого общества кафедры экономической и социальной географии России в различных регионах страны и ближнего зарубежья. Под руководством В. Л. Бабурина за последнее десятилетие подготовлено более 150 курсовых и дипломных работ. В 2018 году отказался принимать экзамен у студента МГУ, явившегося на экзамен в кипе, в соответствии с Уставом МГУ. В.Л. Бабурин потребовал у студента выйти из аудитории или снять головной убор.

## Научно-исследовательская деятельность
Область научных интересов: эволюция территориальных систем, география инноваций, территориальная организация и управление промышленностью, инвестиционный комплекс, электоральная география. В своих исследованиях широко применяет инновационно-синергетический подход.
Участие и руководство научно-исследовательскими проектами:
- «Проект „Псковская магистраль“: инновационный подход к региональному развитию» (Администрация Псковской области, 1997)
- «Основные положения стратегии и концепции социально-экономического развития Краснодарского края» (Администрация Краснодарского края, 2000)
- «Оценка инвестиционной привлекательности и разработка предложений по формированию перспективных направлений социально-экономической политики Псковской области» (Администрация Псковской области, 2000)
- "Характеристика социально-экономических условий. //Оценка воздействия на окружающую среду (ОВОС). Проект «Сахалин — 1» (2001—2002 гг.)
- «Оценка численности населения, проживающего в пределах горных территорий России, для целей бюджетного выравнивания» (Институт экономики переходного периода, 2001—2002 гг.)
- «Макроэкономический анализ неравномерности экономического и социального развития регионов» (Государственный контракт на выполнение научно-исследовательской и опытно-конструкторской работы, 2002)
- «Экономико-географические проблемы структурной перестройки экономики России: опыт 1990-х годов и тенденции начала XXI в.» (01.2.00.168001)
- «Развитие понятийно-концептуального аппарата отечественной районной школы экономической и социальной географии» (01.2.00.108025)
- «Географические проблемы экономического и социального развития Центральной России в условиях рыночных отношений».
- «Современное районирование России как территориальная основа управления и регулирования социально-экономических процессов: методологические и методические подходы (06-06-80277)».
- «Прогнозирование влияния крупных инновационных проектов на социально-экономическое развитие регионов» (12-06-00400).

Автор более 200 статей в научных журналах «Вестнике Московского университета», «Известиях РАН. Серия географическая», «Известиях Русского географического общества», «Экономико-географическом вестнике Южного федерального университета», «География. Приложение к газете „Первое сентября“», «Региональных исследованиях», «Экономика региона», «Инновации» и др.

## Вклад в науку
В. Л. Бабурин — основоположник и теоретик географии инноваций в России, исследователь инновационных циклов в экономике. Обосновал естественноисторический подход в исследовании инновационных процессов. Последователь районной школы, внес весомый вклад во внедрение динамической (циклической) составляющей в исследование территориальных систем (эволюции пространства).
Крупный специалист в области регионального анализа и территориального управления, географии инвестиционного комплекса, географии оборонно-промышленного комплекса, географии лесного хозяйства России, экономической географии стран СНГ и Балтии, оценки природных рисков и ущербов. Популяризатор математических методов и моделей в экономической географии.

## Труды
- Земцов С. П., Бабурин В. Л. COVID-19: пространственная динамика и факторы распространения по регионам России // Известия РАН. Серия Географическая. 2020, том 84, № 4, с. 485—505. DOI: 10.31857/S2587556620040159
- Земцов С. П., Бабурин В. Л. Предпринимательские экосистемы в регионах России // Региональные исследования. 2019. № 2. С. 4-14
- Бабурин В. Л., Земцов С. П. Инновационный потенциал регионов России. Москва: КДУ, 2017, 358 с. ISBN 978-5-91304-721-2
- Земцов С. П., Бабурин В. Л. Как оценить эффективность региональных инновационных систем в России? // Инновации. 2017. № 2 (220). С. 60-66.
- Zemtsov S.P., Baburin V.L. Does economic-geographical position affect innovation processes in Russian regions? // Geography, Environment, Sustainability. 2016. Т. 9. № 4. С. 14-32.
- Земцов С. П., Бабурин В. Л. Оценка потенциала экономико-географического положения регионов России // Экономика региона. 2016. Т. 12. № 1. С. 117—138.
- Земцов С. П., Бабурин В. Л., Баринова В. А. Как измерить неизмеримое? Оценка инновационного потенциала регионов России // Креативная экономика. 2015. Т. 9. № 1. С. 35-52.
- Бабурин В. Л., Земцов С. П. Регионы-новаторы и инновационная периферия России. Исследование диффузии инноваций на примере ИКТ-продуктов // Региональные исследования. 2014. № 3 (45). С. 27-37.
- Бабурин В. Л., Земцов С. П. География инновационных процессов в России // Вестник Московского университета. Серия 5: География. 2013. № 5. С. 25-32.
- Бабурин В. Л. Инновационные циклы в российской экономике. Изд. 4. М.: УРСС, 2010.
- Бабурин В. Л. Эволюция российских пространств: от Большого взрыва до наших Дней (инновационно-синергетический подход). Изд. 2. М.: ЛИБРОКОМ, 2009.
- Бабурин В. Л., Горячко М. Д. География инвестиционного комплекса. Учебное пособие. М.: Геогр. ф- т Моск. ун-та, 2009.
- Бабурин В. Л., Горячко М. Д. Стратегическое управление региональным развитием: экономико-географический подход. Вестн. Моск. университета. Сер. 5. География. 2009, № 5.
- Бабурин В. Л., Горячко М. Д. Методика изучения инновационной составляющей экономики муниципального района (статья). Экономико-географический вестник Южного федерального университета. Ростов-на-Дону. 2008, № 5.
- Пространство циклов: Мир — Россия — регион / Под ред. В. Л. Бабурина, П. А. Чистякова. — М., 2007.
- Бабурин В. Л., Артоболевский А. А., Бусыгина И. М., Вендина О. И., Глезер О. В., Зайдфудим П.Х и др. Пространство, люди, экономика Югры. Социально-экономическая трансформация Ханты-Мансийского автономного округа (монография). М., Экономисть, 2007.
- Бабурин В. Л. Неизвестные и малоизвестные страницы отечественного районирования. — М.: ЛЕНАНД, 2006.
- Бабурин, В. Л. Анализ циклических процессов в экономике (на примере лесной отрасли) / В. Л. Бабурин, П. А. Чистяков // География и природные ресурсы. — 2005. — № 1. — С.25-33.
- Экономическая и социальная география стран Ближнего зарубежья: Пособие для вузов / М. П. Ратанова, В. Л. Бабурин и др. Под ред. М. П. Ратановой. — М.: Дрофа, 2004.
- Бабурин В. Л., Бородулина Н. А., Вендина О. И., Галкина Т. А., Герасименко Т. И., Гонтарь Н. В. и др. Институциональная модернизация российской экономики: территориальный аспект (монография). Ростов-на-Дону, изд-во Рост. гос. университета, 2004.
- Бабурин В. Л., Горячко М. Д. Неравномерность территориального развития как пространственная проекция циклических процессов. Известия РГО. 2004, т. 136, вып. 4.
- Бабурин В. Л. Битюкова В. Р., Казьмин М. А., Махрова А. Г. Московский столичный регион на рубеже веков: новейшая история и пути развития. Смоленск: Ойкумена. 2003.
- Экономическая и социальная география России: Учебник для вузов / Г. И. Гладкевич, В. Л. Бабурин, А. И. Алексеев и др. Под ред. Проф. А. Т. Хрущева. — М., 2001.
- Бабурин В. Л., Ковалев А. Д., Тарасов П. С. Компьютерное моделирование отраслей народного хозяйства. //Территориальная дифференциация и регионализация в современном мире. Смоленск, Универсум. 2001.
- Бабурин В. Л., Мазуров Ю. Л. Географические основы управления. М.: Дело, 2000.
- Бабурин В. Л. Политическая трансформация социумов в урбанизированных районах (на примере ближнего Подмосковья) // Политика и экономика в региональном измерении. М.-СПб, 2000.
- Бабурин В. Л. Геополитический подвиг Н. М. Пржевальского // Н. М. Пржевальский и современное страноведение. Ч. 1. Смоленск, 1999.
- Бабурин В. Л. Социально-экономические последствия подъёма уровня Каспийского моря. Известия РГО : -. 1998. — Т.130. Вып. 2, с. 12-18
- Бабурин В. Л. Деловые игры по экономической и социальной географии. М.: Просвещение, 1995.
- Бабурин В. Л. Промышленный комплекс Московского региона: закономерности развития // География промышленности в условиях интенсификации производства. М., 1989.
- Бабурин В. Л. Экономико-географический подход к управлению территориальными системами в Московском регионе на примере промышленности и инфраструктуры // Географические проблемы развития народного хозяйства Московского региона. М., 1986.
- Baburin V., Alekseev A., Goryachko M. Climate change, the Northeast Passage and settlement of the Russian Arctic. The Changing Geographies of the Arctic and Northern Regions: III scheduled on Wednesday, 3/25/09. Salt Lake, 2009.
- Baburin V., Kasimov N., Goryachko M. Development of the Black Sea Coast of Caucasus in the Conditions of Changes of the Nature and Society. Proceedings of the ninth international conference on the Mediterranean coastal environment. Sochi, Russia. 10-14 november 2009. Ankara. Turkey, 2009. vol 1-2

## Фотографии
- С сайта кафедры Экономической и социальной географии России
- Со страницы «Живого журнала»
- С сайта газеты «Первое сентября»